# 欢喜岭街道
欢喜街道，是中华人民共和国辽宁省盘锦市兴隆台区下辖的一个乡镇级行政单位。

## 行政区划
欢喜街道下辖以下地区：
中兴社区、嘉和社区、祥和社区和联合社区。